# عيلام (محافظة)

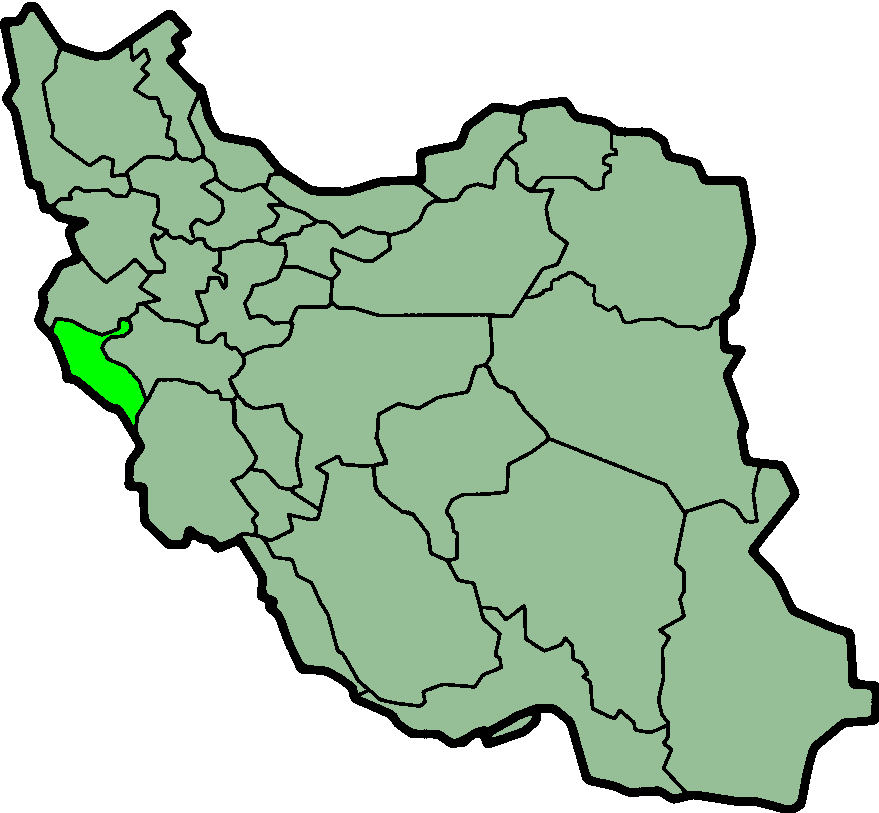

محافظة عيلام أو إيلام (بالفارسية: استان ایلام) (بالكردية: پارێزگای ئیلام، Parêzgeha Îlam‏) هي إحدى محافظات إيران الأحدی والثلاثين، وعاصمتها مدینة إيلام. تبلغ مساحتها 20,164.11 كم² ويقطنها 580,158 نسمة وفقا لتعداد عام 2016 لتكون المحافظة الأقل سكانًا في إيران.

## سكان
99.62% من سكان المحافظة مسلمون اعتبارا من عام 2011.
| \| سكان محافظة إيلام بحسب اللغة.[7] \| سكان محافظة إيلام بحسب اللغة.[7] \| سكان محافظة إيلام بحسب اللغة.[7] \| سكان محافظة إيلام بحسب اللغة.[7] \| سكان محافظة إيلام بحسب اللغة.[7] \| \| -------------------------------- \| -------------------------------- \| -------------------------------- \| -------------------------------- \| -------------------------------- \| \| اللغة \| اللغة \| \| النسبة المئوية \| النسبة المئوية \| \| الكردية \| الكردية \| \| 80.66% \| 80.66% \| \| اللرية \| اللرية \| \| 14.74% \| 14.74% \| \| العربية \| العربية \| \| 3.43% \| 3.43% \| \| أخرى \| أخرى \| \| 1.16% \| 1.16% \| |         |  |                |                |
| سكان محافظة إيلام بحسب اللغة. |         |  |                |                |
| اللغة | اللغة   |  | النسبة المئوية | النسبة المئوية |
| الكردية | الكردية |  | 80.66%         | 80.66%         |
| اللرية | اللرية  |  | 14.74%         | 14.74%         |
| العربية | العربية |  | 3.43%          | 3.43%          |
| أخرى | أخرى    |  | 1.16%          | 1.16%          |